# Талды (Зайсанский район)
Талды (каз. Талды) — упразднённое село в Зайсанском районе Восточно-Казахстанской области Казахстана. Упразднено в 2020 г. Входило в состав Айнабулакского сельского округа. Код КАТО — 634645300.

## Население
В 1999 году население села составляло 92 человека (50 мужчин и 42 женщины). По данным переписи 2009 года, в селе проживал 71 человек (42 мужчины и 29 женщин).